# Copa FGF
La Copa FGF è una competizione organizzata dalla Federação Gaúcha de Futebol (FGF). Il vincitore si qualifica per la Recopa Gaúcha e la Coppa del Brasile.

## Albo d'oro
| Anno | Campione (città)               | Vice (città)                  |
| ---- | ------------------------------ | ----------------------------- |
| 2004 | Esportivo (Bento Gonçalves)    | Gaúcho (Passo Fundo)          |
| 2005 | Novo Hamburgo (Novo Hamburgo)  | Canoas (Canoas)               |
| 2006 | Grêmio (Porto Alegre)          | Canoas (Canoas)               |
| 2007 | Caxias (Caxias do Sul)         | GE Brasil (Pelotas)           |
| 2008 | Pelotas (Pelotas)              | Cerâmica (Gravataí)           |
| 2009 | Internacional (Porto Alegre)   | Ypiranga (Erechim)            |
| 2010 | Internacional (Porto Alegre)   | Cerâmica (Gravataí)           |
| 2011 | Juventude (Caxias do Sul)      | Lajeadense (Lajeado)          |
| 2012 | Juventude (Caxias do Sul)      | GE Brasil (Pelotas)           |
| 2013 | Novo Hamburgo (Novo Hamburgo)  | São José (Porto Alegre)       |
| 2014 | Lajeadense (Lajeado)           | Guarani (Venâncio Aires)      |
| 2015 | Lajeadense (Lajeado)           | Pelotas (Pelotas)             |
| 2017 | São José (Porto Alegre)        | Aimoré (São Leopoldo)         |
| 2018 | Avenida (Santa Cruz do Sul)    | Gaúcho (Passo Fundo)          |
| 2019 | Pelotas (Pelotas)              | São José (Porto Alegre)       |
| 2020 | Santa Cruz (Santa Cruz do Sul) | São José (Porto Alegre)       |
| 2021 | Glória (Vacaria)               | Novo Hamburgo (Novo Hamburgo) |
| 2022 | São Luiz ((Ijuí))              | Passo Fundo ((Passo Fundo))   |
| 2023 | São Luiz ((Ijuí))              | São José (Porto Alegre)       |

## Titoli per squadra
| Squadra       | Città             | Titoli |
| ------------- | ----------------- | ------ |
| Internacional | Porto Alegre      | 2      |
| Juventude     | Caxias do Sul     | 2      |
| São Luiz      | Ijuí              | 2      |
| Lajeadense    | Lajeado           | 2      |
| Novo Hamburgo | Novo Hamburgo     | 2      |
| Pelotas       | Pelotas           | 2      |
| Avenida       | Santa Cruz do Sul | 1      |
| Caxias        | Caxias do Sul     | 1      |
| Esportivo     | Bento Gonçalves   | 1      |
| Glória        | Vacaria           | 1      |
| Grêmio        | Porto Alegre      | 1      |
| Santa Cruz    | Santa Cruz do Sul | 1      |
| São José      | Porto Alegre      | 1      |